# جنجال‌ها پیرامون نام خلیج فارس در سده ۲۱
خلیج فارس از دیرباز نام رسمی، تاریخی و بین‌المللی پهنهٔ آبی‌ای بوده است که در جنوب غربی ایران قرار دارد و کشورهای متعددی از جمله ایران، عراق، کویت، عربستان سعودی، بحرین، قطر، امارات متحده عربی و عمان با آن مرز آبی دارند. با این حال، از اواسط قرن بیستم میلادی تاکنون، برخی کشورهای عربی حوزه خلیج فارس به‌کارگیری نام «خلیج عربی» یا «خلیج» را به جای «خلیج فارس» در پیش گرفته‌اند. این موضوع موجب بروز تنش‌های سیاسی، رسانه‌ای و فرهنگی شده و همچنان از مسائل حساس روابط ایران و برخی کشورهای عربی و حتی قدرت‌های فرامنطقه‌ای به‌شمار می‌رود.

### پیشینه تاریخی
نام «خلیج فارس» ریشه‌ای تاریخی دارد و در متون یونانی، رومی، اسلامی و اروپایی از دوران باستان تا دوران معاصر به‌کار رفته است. جغرافیای بطلمیوس (قرن دوم میلادی) از نخستین اسنادی است که با نام "Sinus Persicus" به آن اشاره کرده است. در دوره‌های اسلامی و قرون وسطی، جغرافی‌دانانی چون اصطخری، مقدسی وابن حوقل از نام «بحر فارس» یا «الخلیج الفارسی» استفاده کرده‌اند. در نقشه‌های اروپایی قرون ۱۵ تا ۱۹ میلادی نیز عبارت "Persian Gulf" یا معادل‌های لاتینی آن رایج بوده است. در دهه‌های اخیر، برخی کشورهای عربی حاشیه خلیج فارس با حمایت برخی قدرت‌ها از جمله بریتانیا و بعدها ایالات متحده آمریکا، اصطلاح «خلیج عربی» را جایگزین نام رسمی و تاریخی «خلیج فارس» کردند. این اقدام از سوی ایران و برخی محققان و سازمان‌های بین‌المللی با اعتراض شدید مواجه شد. سازمان ملل متحد، سازمان یونسکو و اطلس‌های معتبر جهانی همچنان از نام رسمی و استاندارد می‌کنند.

### مواضع کشورها در دهه ۲۰۲۰
در دهه ۲۰۲۰، جنجال‌ها پیرامون نام خلیج فارس بار دیگر در پی اظهارنظرها و مواضع رسمی کشورهایی نظیر ایالات متحده، چین و روسیه بالا گرفت. به‌ویژه در سال ۲۰۱۷، رسانه‌های عربستان سعودی از تصمیم دولت دونالد ترامپ برای به‌کار بردن نام «خلیج عربی» خبر دادند، اما وزارت دفاع آمریکا اعلام کرد که تنها نام رسمی مورد استفاده در اسناد دولتی ایالات متحده، «Persian Gulf» است.
در مقابل، چین و روسیه در بیانیه‌های مشترک با کشورهای عربی در سال‌های ۲۰۲۳ و ۲۰۲۴، از نام «الخلیج» به جای «الخلیج الفارسی» استفاده کردند. در این بیانیه‌ها همچنین از ادعای امارات متحده عربی دربارهٔ تنب بزرگ، تنب کوچک و ابوموسی حمایت ضمنی به عمل آمد. این موضع‌گیری‌ها با انتقادهایی محدود در رسانه‌های ایران مواجه شد.

### پیشینه تاریخی کشورهای حاشیه خلیج فارس
نگاهی گذرا به تاریخ کشورهای منطقه و قدمت آنها در شکل‌گیری تمدن‌های بشری و دولت‌های مدرن فعلی و حتی تاریخ عضویت آنها در سازمان ملل بیانگر آن است که این خلیج همیشه فارس خواهد ماند و علیرغم تبلیغات گسترده کشورهای عربی و همسو با آن حاکمان ایران که قصد سوارشدن بر موج احساسات وطن‌پرستی ایرانیان در رسیدن به اهداف سیاسی خود بودند. هیچ تغییری در نام این خلیج همیشه فارس صورت نگرفت و هرچند ترامپ یکی از ضدایرانی‌ترین رؤسای جمهور آمریکا بود (مثلاً خروج از برجام)، اما حاضر نشد به نام تاریخی خلیج فارس دست بزند.
| کشور              | تاریخ تشکیل حکومت مرکزی                                             | تاریخ تشکیل دولت مدرن | عضویت در سازمان ملل | قدمت                                                             | توضیحات                                     |
| ----------------- | ------------------------------------------------------------------- | --------------------- | ------------------- | ---------------------------------------------------------------- | ------------------------------------------- |
| ایران             | ۵۵۰ سال قبل از میلاد مسیح                                           | ۱۹۰۶ میلادی           | ۱۹۴۵ میلادی         | ۷۰۰۰ سال بیش از میلاد مسیح                                       | قدیمی‌ترین تمدن منطقه با حکومت مرکزی مستمر   |
| عراق              | ۷۵۰ میلادی - تشکیل خلافت عباسی در بغداد                             | ۱۹۳۲ میلادی           | ۱۹۴۵ میلادی         | ۵۰۰۰ سال بیش از میلاد مسیح                                       | با سابقه تمدنی در بابل و سومر               |
| عربستان سعودی     | سال ۶۲۲ میلادی و تنها در مدینه با تشکیل حکومت اسلامی در سرزمین حجاز | ۱۹۳۲ میلادی           | ۱۹۴۵ میلادی         | ۱۸۰۰ الی ۲۰۰۰ سال پیش از میلاد مسیح - ساخت کعبه توسط ابراهیم نبی | اتحاد نجد و حجاز                            |
| کویت              | -                                                                   | ۱۹۶۱ میلادی           | ۱۹۶۳ میلادی         | -                                                                | پیش از استقلال شیخ نشین و تحت نفوذ بریتانیا |
| بحرین             | ۲۵۰۰ سال و تا قرن ۱۹ متلعق به کشور ایران                            | ۱۹۷۱ میلادی           | ۱۹۷۱ میلادی         | ۵۷۰ سال پیش از میلاد مسیح                                        | تا قرن ۱۹ تحت مالکیت ایران سپس بریتانیا     |
| قطر               | -                                                                   | ۱۹۷۱ میلادی           | ۱۹۷۱ میلادی         | -                                                                | قرن ۱۹ میلادی مستعمره بریتانیا              |
| عمان              | ۱۶۵۰ میلادی                                                         | ۱۹۷۰                  | ۱۹۷۱                | ۱۲۰۰۰ سال پیش از میلاد مسیح                                      | پادشاهی مستقل با سابقه تاریخی               |
| امارات متحده عربی | -                                                                   | ۱۹۷۱                  | ۱۹۷۱                | -                                                                | قرن ۱۹ میلادی مستعمره بریتانیا              |